# Dylan Wiliam
Dylan Ap Rhys Wiliam je britský pedagog a emeritní profesor vzdělávacího hodnocení na UCL Institutu vzdělávání, který žije v Bradford County na Floridě.

## Vzdělávání
Wiliam vystudoval gymnázium Whitchurch v Cardiffu a gymnázium Altrincham pro chlapce ve Velkém Manchesteru. Ve vzdělávání pokračoval na University of Durham (bakalář přírodních věd, 1976), Open University (bakalář humanitních věd, 1983), Polytechnic South Bank (inženýr, 1985) a London University (PhD, 1993).

## Výzkum a kariéra
Zaměřuje se na profesní rozvoj učitelů. Jeho kniha z roku 1998, Inside the Black Box, kterou napsal s Paulem Blackem, byla úspěšnou polemikou formativního hodnocení s více než 100 000 prodanými kopiemi. Své myšlenky demonstroval v dokumentárním seriálu BBC z roku 2010 s názvem The Classroom Experiment, ve kterém byla zapojena třída z Hertswood School. Tyto myšlenky dále rozpracovává ve své knize Embedded Formative Assessment z roku 2011 (česky pod názvem Zavádění formativního hodnocení vyšla v roce 2016), která popisuje pět klíčových strategií efektivního formativního hodnocení ve třídě.